# Circuit Franco-Belge 2022
Il Circuit Franco-Belge 2022, ottantunesima edizione della corsa, valevole come trentatreesima prova dell'UCI ProSeries 2022 categoria 1.Pro, si svolse il 10 agosto 2022 su un percorso di 175,2 km, con partenza da Tournai e arrivo a La Louvière, in Belgio. La vittoria fu appannaggio del norvegese Alexander Kristoff, il quale completò il percorso in 4h12'13", alla media di 41,678 km/h, precedendo i belgi Dries Van Gestel e Victor Campenaerts.
Sul traguardo di La Louvière 72 ciclisti, sui 137 partiti da Tournai, portarono a termine la competizione.

## Squadre e corridori partecipanti
| N.    | Cod. | Squadra                     |
| ----- | ---- | --------------------------- |
| 1-7   | QST  | Quick-Step Alpha Vinyl Team |
| 11-17 | IWG  | Intermarché-Wanty-Gobert    |
| 21-27 | COF  | Cofidis                     |
| 31-37 | ACT  | AG2R Citroën Team           |
| 41-47 | LTS  | Lotto Soudal                |
| 51-57 | TFS  | Trek-Segafredo              |
| 61-67 | IPT  | Israel-Premier Tech         |
| 71-77 | DSM  | Team DSM                    |
| 81-87 | ADC  | Alpecin-Deceuninck          |
| 91-97 | BBK  | B&B Hotels-KTM              |

| N.      | Cod. | Squadra                           |
| ------- | ---- | --------------------------------- |
| 101-107 | ARK  | Team Arkéa-Samsic                 |
| 111-116 | TEN  | TotalEnergies                     |
| 121-127 | SVB  | Sport Vlaanderen-Baloise          |
| 131-137 | BWB  | Bingoal Pauwels Sauces WB         |
| 141-147 | UXT  | Uno-X Pro Cycling Team            |
| 151-157 | BEB  | Bolton Equities Black Spoke       |
| 161-167 | TIS  | Tarteletto-Isorex                 |
| 171-177 | GDM  | Geofco-Doltcini Materiel Velo.com |
| 181-187 | VWE  | VolkerWessels Cycling Team        |
| 191-197 | MCT  | Minerva Cycling                   |

## Ordine d'arrivo (Top 10)
| Pos. | Corridore          | Squadra       | Tempo    |
| ---- | ------------------ | ------------- | -------- |
| 1    | Alexander Kristoff | Intermarché   | 4h12'13" |
| 2    | Dries Van Gestel   | TotalEnergies | s.t.     |
| 3    | Victor Campenaerts | Lotto         | s.t.     |
| 4    | Jasper De Buyst    | Lotto         | a 13"    |
| 5    | Alberto Dainese    | DSM           | a 15"    |
| 6    | Arnaud De Lie      | Lotto         | s.t.     |
| 7    | Julien Simon       | TotalEnergies | s.t.     |
| 8    | Milan Menten       | Bingoal       | s.t.     |
| 9    | Greg Van Avermaet  | AG2R          | s.t.     |
| 10   | Bryan Coquard      | Cofidis       | s.t.     |